# Ишанаварман II
Ишанаварман II (кхмер. ឦឝានវម៌្មទី២, ум. 928) — правитель Кхмерской империи (923—928).

## Биография
Ишанаварман II был сыном короля Яшовармана I и собственной двоюродной сестры. Его старшим братом был Харшавармана I, от которого он унаследовал свой престол. Он правил в Ангкоре. Его двоюродный брат, одновременно оказавшийся родным братом его матери (дядей), Джаяварман IV, женился на собственной тетке, дочери Индравармана I и сестре Яшовармана I, предъявил права на престол и построил альтернативную столицу Кахкае в 70 километрах от Анкора. Сам Ишанаварман правил бездарно, так и не сумев восстановить единство власти. Во время его правления был построен небольшой храм, посвященный Вишну. После его смерти власть перешла к его противнику, Джаяварману IV.
Умер в 928 году, приняв посмертное имя Парамарудралока.